# Bagdad (Kalifornien)
Bagdad ist eine Geisterstadt im San Bernardino County im US-Bundesstaat Kalifornien. Bagdad liegt in der Mojave-Wüste an der Route 66 in der Nähe der Stadt Barstow.
Die Stadt wurde 1883 an der Eisenbahnlinie von Barstow nach Needles gegründet.
Mit dem Ausbau des Autobahnnetzes, der Vernachlässigung der alten Route 66 und dem Bau der neuen Interstate 40 verlor die Stadt ihre Bedeutung und damit auch ihre Einwohner.
Mit dem Roman und dem Film Out of Rosenheim, der zum großen Teil im Sidewinder Café, das später in Bagdad Cafe umbenannt wurde, in Newberry Springs westlich von Bagdad gedreht wurde, kam die Stadt zu neuem Ruhm. Die Fernsehserie Bagdad Cafe basiert auf dem Film.

## Bibliografie
- Alan Hensher, Ghost Towns of the Mojave Desert: A Concise and Illustrated Guide, California Classics Books, Los Angeles (1991) ISBN 187939507X
- Rudy Vanderlans, Bagdad, Californie, Editions du Rouergue, Rodez (2004) ISBN 2841565637